# Alfred Roller
Alfred Roller (2. října 1864 Brno - 21. června 1935 Vídeň) byl rakouský scénograf, malíř, grafik a pedagog.
Studoval architekturu a malířství na Akademii výtvarných umění ve Vídni. V roce 1897 byl jedním ze spoluzakladatelů a v roce 1902 prezidentem Sdružení výtvarných umělců Rakouska - Secession. Pro rozdílný názor na další směřování spolku s několika dalšími umělci demonstrativně z něho vystoupil. Působil jako profesor a později i jako ředitel na vídeňské uměleckoprůmyslové škole.
V roce 1903 ho přizval Gustav Mahler do Dvorní opery, aby nastoupil na místo hlavního scénografa uvolněném po odchodu Heinricha Leflera. Jeho působení spolu s Mahlerem přineslo revoluční proměnu divadelní produkce v Rakousku.

Galerie
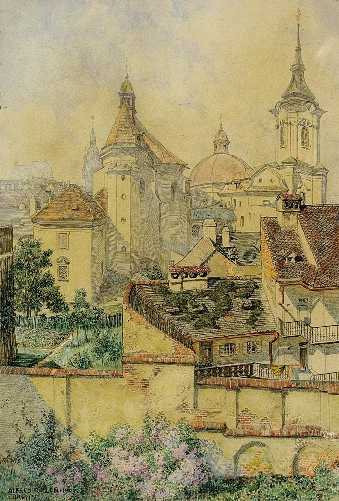
pohled na Brno, pero a akvarel na papíře, 1907
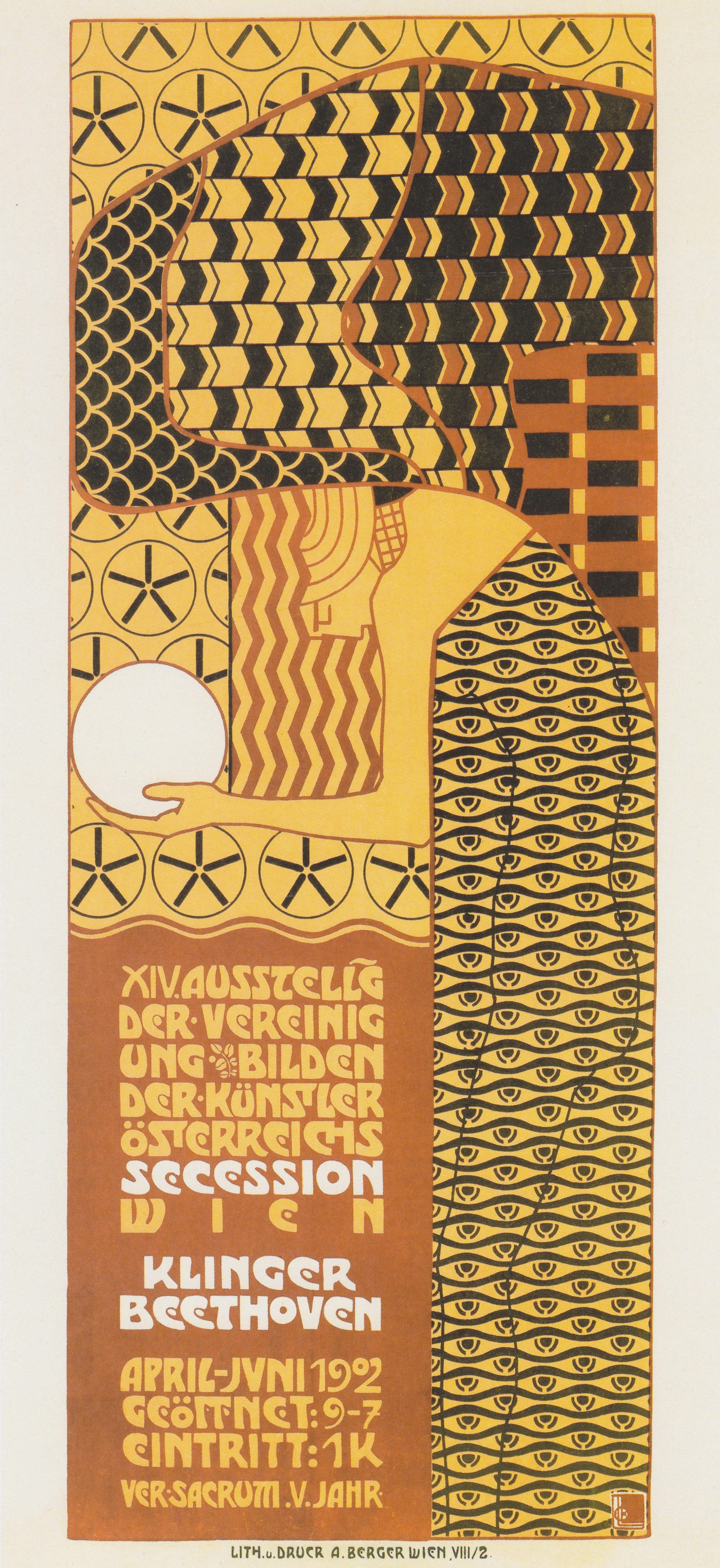
Plakát pro 14. výstavu Vídeňské secese, 1902
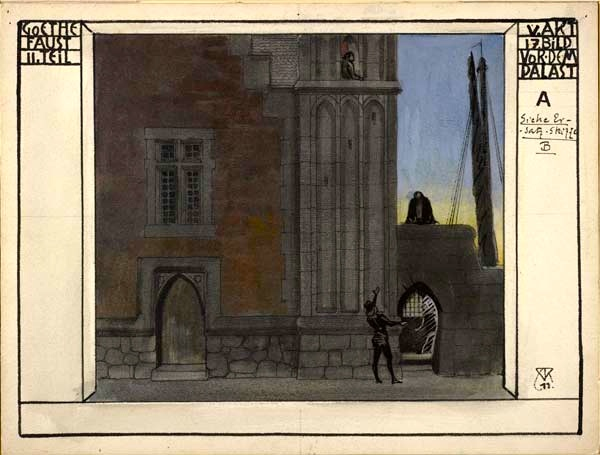
Scéna před palácem, pro Goetheho Fausta
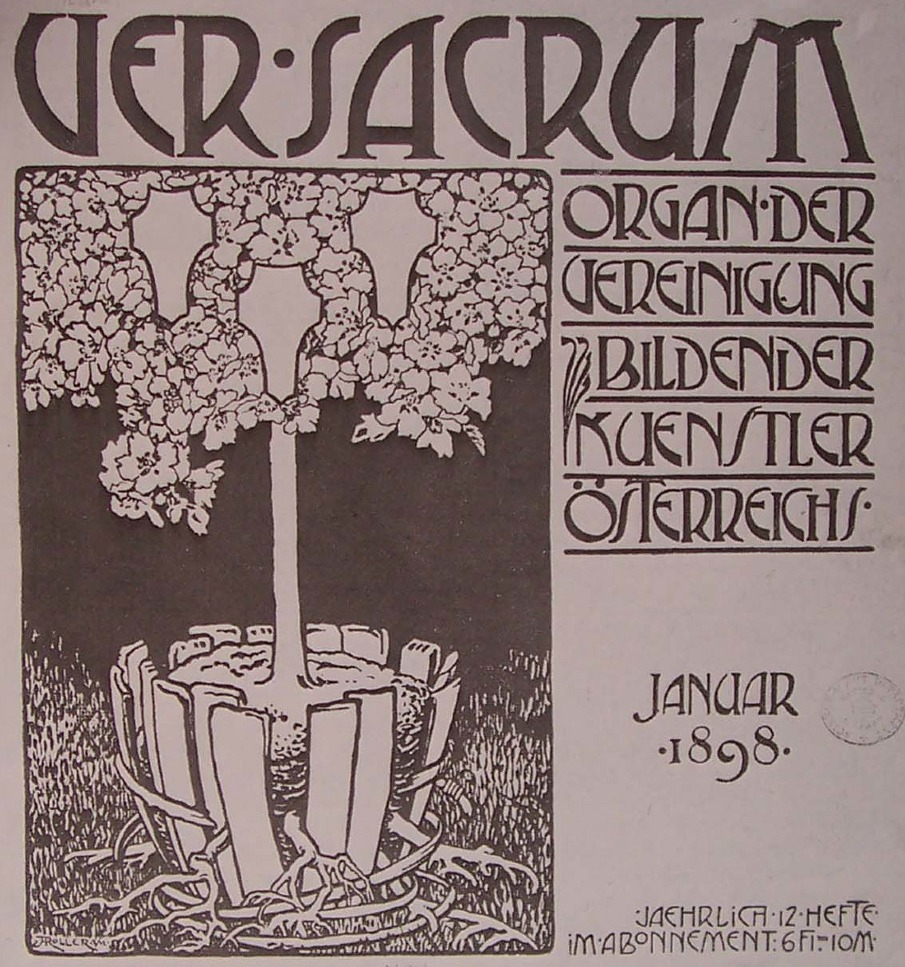
Titulní stránka pro Ver sacrum, oficiálního magazínu Vídeňské secese (1898)